# Philip Bertie
Philip Bertie (vers 1665 - 15 avril 1728) est un courtisan et homme politique anglais, troisième fils de Robert Bertie (3e comte de Lindsey).

## Biographie
Il fait ses études au Trinity College, à Oxford, où il obtient un baccalauréat en 1685 et forme une compagnie de volontaires parmi les étudiants d’Oxford pour soutenir Jacques II lors de la rébellion de Monmouth. Au cours de la Glorieuse Révolution, cependant, il rejoint son oncle, Thomas Osborne (1er duc de Leeds), pour soutenir Guillaume III d'Orange-Nassau dans le nord de l'Angleterre. En 1691, il est nommé huissier de la chambre privée de la reine Mary, poste qu'il occupe jusqu'en 1694. Il laisse le poste de vice-chambellan de la maison en 1692 en faveur de son frère aîné, Peregrine. Il est nommé auditeur du duché de Cornouailles cette année-là en récompense de ses services.
En 1693, il envisage de se présenter à une élection partielle à Clitheroe dans le Lancashire, où son frère, Lord Willoughby est Chancelier du duché de Lancastre, mais finit par décliner, considérant que ses chances sont insuffisantes. L'année suivante, sur les conseils de son oncle Peregrine, il représente Stamford et est élu avec son oncle Charles.
À la Chambre des communes, il semble avoir suivi sa famille en faisant partie de la faction conservatrice de son oncle Danby (le duc de Leeds). Bertie s'oppose à la victoire de Sir John Fenwick en 1697; toutefois, il échappe à la destitution lorsque d’autres membres de la famille sont démis de leurs fonctions cette année-là. Il ne se représente pas à Stamford en 1698, les Berties s'étant mis d'accord avec l'autre famille du comté, les Cecils, pour partager désormais le siège. Son oncle Charles continue comme député.
En 1699, Sir Philips Coote le poursuit avec succès devant la Cour du banc du Roi pour avoir eu une liaison avec son épouse, Lady Elizabeth, fille de William Brabazon, 3e comte de Meath. Il s'est présenté sans succès à Mitchell en décembre 1701, en raison de sa qualité d'auditeur. En 1704, il fut remplacé en tant qu'auditeur par son frère Albemarle, un whig.
Le salaire de Bertie en tant que gentilhomme Usher est converti en pension lors du décès de la reine Mary, mais il a de plus en plus de mal à la percevoir sous l’administration Whig et est contraint de faire appel à Robert Harley, le trésorier. Au cours de la même année, Bertie se présente sans succès à une élection partielle à Boston pour succéder à son frère Peregrine. Alors que son appel auprès du comité des élections de la Chambre des communes est accueilli, la Chambre statue que l’ingérence de son frère aîné, le comte de Lindsey et Lord Lieutenant du Lincolnshire, a annulé les élections et il perd de nouveau les élections suivantes. Une fois de plus il conteste le résultat; le comité n'a déclaré aucun élu, mais la Chambre confirme l'élection de son adversaire, William Cotesworth.
Il épouse lady Elizabeth pendant quelque temps, en 1711, mais il n'a aucun enfant avec elle. À sa mort en 1728, il laisse une propriété à Liverpool à son frère Albemarle et des terres dans le Lincolnshire et le Somerset ainsi qu'un intérêt dans les installations hydrauliques de Sir Cleave More à Bootle.